# Rita Wilson
Rita Wilson, cujo nome verdadeiro é Margarita Ibrahimoff (Los Angeles, 26 de outubro de 1956), é uma atriz, cantora e produtora estadunidense.

## Biografia
Sua mãe, Dorothea Genkos, é grega e seu pai, Hassan Halilov Ibrahimoff, é búlgaro muçulmano que imigrou para os Estados Unidos em 1949. Ele se converteu do islamismo para o cristianismo ortodoxo após o casamento e mudou seu nome para Allan Wilson em 1960.
É casada com o ator Tom Hanks, com quem tem dois filhos, Chester Marlon, nascido em 4 de agosto de 1990, e Truman Theodore, nascido em 26 de dezembro de 1995.
Ela foi solicitada acompanhar seu esposo ensinando frases básicas em búlgaro, base para a língua fictícia Krakozhian que o personagem principal (Tom Hanks) falava no filme O Terminal.
Estrelou o musical "Chicago", na Broadway no papel de Roxie Hart.
Em abril de 2015 foi-lhe diagnosticado cancro da mama (mais especificamente, um carcinoma lobular invasivo), tendo sido submetida a uma mastectomia dupla e uma cirurgia reconstrutiva. Em 2019 lançou um álbum de música Halfway to Home, com uma canção sobre a sua experiência com a doença.

## Filmografia
- 2016 - My Big Fat Greek Wedding 2
- 2013 - Kiss Me
- 2011 - Larry Crowne
- 2011 - Homework
- 2009 - My Life in Ruins
- 2009 - Old Dogs
- 2009 - It's Complicated
- 2006 - Beautiful Ohio
- 2005 - Más Companhias
- 2004 - As Rainhas da Noite
- 2004 - Na Trilha da Fama
- 2003 - Invisible Child
- 2002 - Auto Focus
- 2002 - Perfume
- 2001 - A Casa de Vidro
- 1999 - Noiva em fuga
- 1999 - A História de Nós Dois (pt: Uma vida a dois)
- 1998 - From the Earth to the Moon (atuando em três episódios da minissérie, interpretando Susan Borman, esposa do astronauta Frank Borman)
- 1998 - Psycho'
- 1996 - If These Walls Could Talk
- 1996 - Jingle All the Way
- 1996 - The Wonders - O Sonho Não Acabou
- 1995 - No Dogs Allowed
- 1995 - Now and Then
- 1994 - Mixed Nuts
- 1993 - Sintonia de Amor
- 1990 - A Fogueira das Vaidades
- 1990 - Sinners
- 1989 - Teen Witch
- 1985 - Volunteers
- 1980 - Cheech & Chong's Next Movie
- 1979 - The Day It Came to Earth

## Discografia
- 2019 - Halfway to Home
- 2018 - Bigger Picture
- 2016 - Rita Wilson
- 2012 - AM/FM